# Harmakhis Vallis
Harmakhis Vallis je údolí či řečiště na povrchu Marsu, které se nachází v blízkosti Hellas Planitia. V místě se měly dle předpokladů dříve odehrát potopy, odtokové údolí se nachází v těsné blízkosti k Dao Vallis.

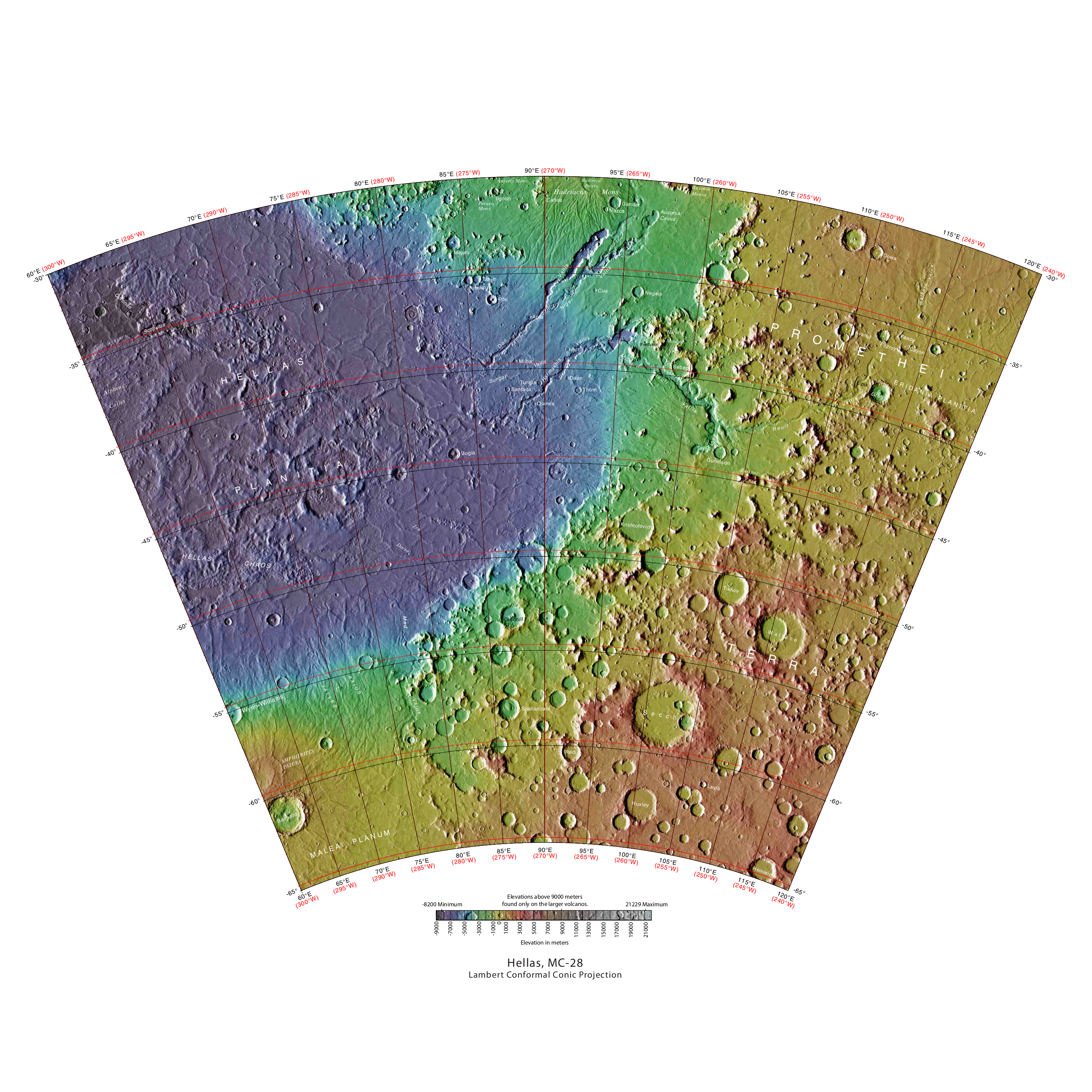
Oblast Hellas Planitia na Marsu.